# القنب الهندي في رواندا
القنب الهندي في رواندا غير قانوني.

## التاريخ
أظهرت دراسة أجريت في الفترة 1959-1960 أن تعاطي القنب في رواندا في ذلك الوقت كان محصوراً بالأقلية التوا. وقد أدت الارتباطات السلبية للقنب بالعنف، وبسبب الوضع الاجتماعي المتدني للتوا، إلى أن يقتصر استخدامه على تلك المجموعة الإثنية.

## الإصلاح
في عام 2010، إقترح وزير الصحة قانونًا يسمح باستخدام القنب الهندي للأغراض الطبية في البلاد.